# S.O.S. szerelem!
Az S.O.S. szerelem! 2007-ben bemutatott magyar romantikus filmvígjáték, Sas Tamás rendezésében. A főbb szerepekben Csányi Sándor, Ullmann Mónika és Fenyő Iván látható.
A filmet Budapesten és a kutasi Hertelendy-kastélyban forgatták. 2007. február 14-én, Bálint-napon mutatták be a Best Hollywood forgalmazásában. Anyagi szempontból a 2007-es év legsikeresebb magyar filmje lett, a fővárosi mozikban 112 millió Ft-os bevételt szerezve.
2011-ben jelent meg a folytatása, S.O.S. Love – Az egymillió dolláros megbízás címmel, nagyrészt új szereplőgárdával.

## Cselekmény
A kislányát egyedül nevelő, özvegy Péter az S.O.S. szerelem! elnevezésű, társkereséssel foglalkozó cég vezetője. Az S.O.S. szerelem! tehetős ügyfeleknek segít a pártalálásban, legújabb ügyfelük, a modortalan és egyszerű észjárású, újgazdag Tomi azonban kemény diónak bizonyul. Tomi célja egy Veronika nevű óvónő elcsábítása, ennek érdekében Péter és munkatársai grandiózus tervet eszelnek ki: Tomit Veronika óvodájának művelt és nagylelkű arisztokrata adományozójaként tüntetik fel és meghívják Veronikát egy, a cég álcázott munkatársaival benépesített kastélyba egy hétvégére. Az akció során azonban Péter beleszeret Veronikába, és hamarosan az is kiderül, hogy senki sem az, akinek kiadja magát.

## Szereplők
- Csányi Sándor – Péter
- Ullmann Mónika – Veronika
- Fenyő Iván – Tomi
- Varga Boglárka – Bogi
- Szacsvay László – Kempelen úr
- Benedek Miklós – Iván, a pszichológus
- Hernádi Judit – özv. Takácsné
- Kaszás Géza – Joker
- Herczeg Adrienn – jógaoktató
- Pelsőczy Réka – Bogi tanára
- Kautzky Armand – ügyfél
- Kovács Patrícia – Betty
- Elek Ferenc – Feri
- Tordy Géza – miniszter
- Hevér Gábor – Öcsi

## Nézettség
A nézettségi adatok szerint 238 933 jegyet adtak el rá.